# Хлопець (партнер)
Хлопець — друг чоловічої статі або гендеру, постійний супутник, з яким є платонічні, романтичні та/або сексуальні стосунки. Цей термін використовується, як правило, за короткострокових стосунків, тоді як інші назви (наприклад чоловік, партнер, наречений) частіше вживаються для довгострокових стосунків. Хлопця також можна назвати бойфрендом або залицяльником.

## Приклади

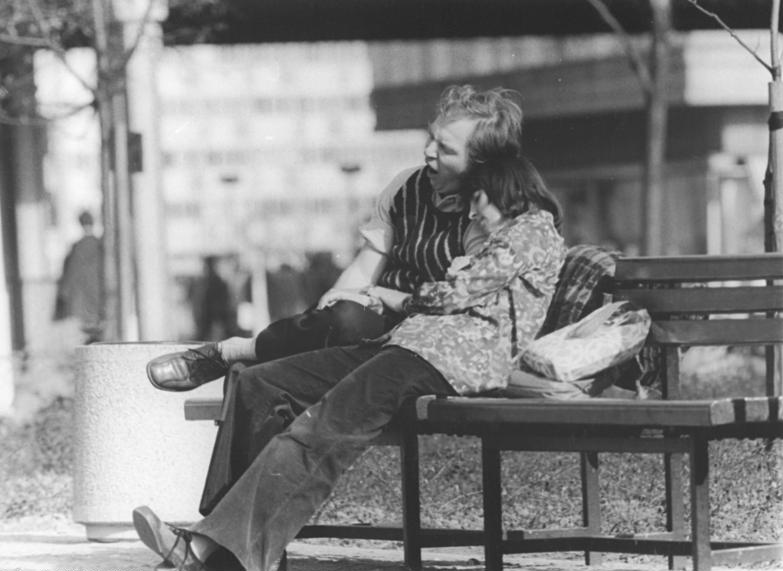
Дівчина зі своїм хлопцем.

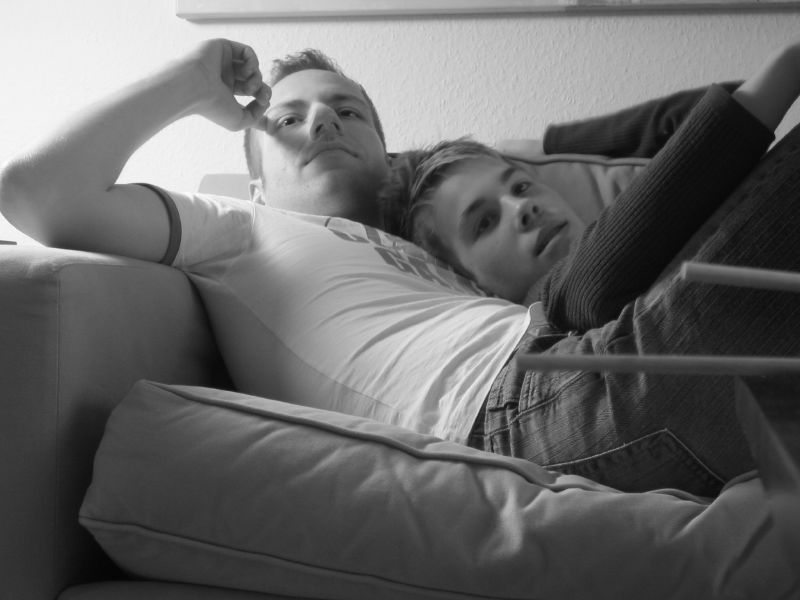
Хлопець зі своїм хлопцем.

Хлопця, з яким не перебувають у шлюбі, але співмешкають, також називають партнером або співмешканцем.
Хлопець і партнер означають різні речі для різних людей; відмінності між визначеннями мають суб'єктивний характер. Те, який термін використовувати, визначається особистими перевагами.